# Central Plaza
Central Plaza är en skyskrapa i centrala Hongkong. Skyskrapan är Hongkongs tredje högsta byggnad, med sina 374 meter och 78 våningar, efter Two International Finance Centre. Central Plaza var Asiens högsta byggnad mellan 1992 och 1996, tills Shun Hing Square i  grannstaden Shenzhen stod färdig. Central Plaza överträffade Bank of China Tower som den högsta byggnaden i Hong Kong tills slutförandet av 2 IFC.
Central Plaza var också den högsta byggnaden i armerad betong i världen, tills den överträffades av CITIC Plaza, Guangzhou. Byggnaden har en triangulär planlösning. På toppen av tornet finns en neonklocka med fyra streck som visar tiden genom att visa olika färger under 15-minutersperioder, blinkande vid växlingen av kvarten.
En vindmätare är installerad på toppen av byggnadens mast, på 378 meter över havet. Masten har en höjd av 102 m. Byggnaden inrymmer också världens högst belägna kyrka inuti en skyskrapa, Sky City Church.

## Historik
Marken som Central Plaza ligger på togs tillbaka från Victoria Harbour på 1970-talet. Tomten på 7 230 m2 auktionerades ut av Hongkongs regering vid City Hall Theatre den 25 januari 1989. Den såldes för rekordhöga 3,35 miljarder HKD till ett joint venture kallat "Cheer City Properties", som ägdes till 50 procent. av Sun Hung Kai Properties och 50 procent av det andra fastighetskonglomeratet Sino Land och deras största aktieägare familjen Ng Teng Fong. En tredje byggherre, Ryoden Development, gick med i konsortiet efteråt. Ryoden Development avyttrade sin andel på 5 procent för 17 725 kvadratmeter kontorsyta i New Kowloon Plaza från Sun Hung Kai 1995.
Den första större hyresgästen som skrev på ett hyresavtal var den provisoriska flygplatsmyndigheten, som den 2 augusti 1991 gick med på att hyra våningarna 24 till 26. En toppceremoni, ledd av Sir David Ford, hölls den 9 april 1992.

## Arkitektur
Central Plaza består av två huvudkomponenter: ett fristående 368 meter högt kontorstorn och ett 30,5 meter högt podiumblock fäst till det. Tornet består av tre sektioner: en 30,5 meter hög tornbas som bildar huvudentrén och allmänna cirkulationsutrymmen, en 235,4 meter hög tornkropp som innehåller 57 kontorsvåningar, en skylobby och fem fabriksvåningar och tornets topp bestående av sex fabriksvåningar och en 102 meter hög tornmast.
Det för allmänheten öppna området på marknivå tillsammans med det offentliga uteområdet bildar en 8 400 m2 anlagd trädgård med fontän, träd och konststenbeläggning. Inget kommersiellt inslag finns i podiumhuset. Den första nivån är en allmän genomfartsled för tre gångbroar som förbinder Mass Transit Railway, Convention and Exhibition Centre och China Resource Building. Genom att upplåta detta utrymme till allmänt bruk fick byggnaden 20 procent tomtkvot mer som bonus. Formen på tornet är inte riktigt triangulär utan har dess tre hörn avskurna för att ge bättre interna kontorsutrymmen.
Central Plaza ritades av Hongkong-arkitektbyrån Ng Chun Man and Associates och konstruerades av Arup. Huvudentreprenören var ett joint venture, bestående av entreprenadföretagen Sanfield (ett dotterbolag till Sun Hung Kai) och Tat Lee, kallat Manloze Ltd.